# Liste der Stolpersteine in Grevenbroich
Die Liste der Stolpersteine in Grevenbroich enthält alle Stolpersteine, die im Rahmen des gleichnamigen Projekts von Gunter Demnig in Grevenbroich verlegt wurden. Sie erinnern an Opfer des Nationalsozialismus, die in Grevenbroich lebten und wirkten.

## Verlegte Stolpersteine

### Stadtmitte
| Adresse               | Verlege- datum | Person, Inschrift | Bild | Anmerkung |
| --------------------- | -------------- | --- | --- | --- |
| Bahnstraße 3–5 ·      | 24. Mai 2018   | Hier wohnte Selka Kaufmann Geb. Oberschützky Jg. 1892 Unfreiwillig verzogen 1939 Neuss Deportiert 1941 Lodz/Litzmannstadt Ermordet Sept. 1942 Chelmno/Kulmhof        | | Selka Oberschützky wurde am 30.01.1892 als Tochter von Joseph Oberschützky und Pauline Oberschützky, geb. Katz in Immenrode geboren, eine Schwester (Hedwig) ist bekannt. Selka heiratete Philipp Kaufmann, als Beruf wird Hausfrau angegeben. Nach dem unfreiwilligen Verzug der Familie nach Neuss wurde Selka von dort aus im Jahr 1941 ins Ghetto Litzmannstadt verbracht, von dort im Jahr 1942 weiter ins Vernichtungslager Kulmhof deportiert und dort im September 1942 ermordet. |
| Bahnstraße 3–5 ·      | 24. Mai 2018   | Hier wohnte Hedwig Oberschützky Jg. 1886 Unfreiwillig verzogen 1939 Neuss Deportiert 1941 Lodz/Litzmannstadt Ermordet 7.5.1942 Chelmno/Kulmhof                       | | Hedwig Oberschützky wurde am 29.11.1886 als Tochter von Joseph Oberschützky und Pauline Oberschützky, geb. Katz in Immenrode geboren, eine Schwester (Selka) ist bekannt. Als Beruf wird Handelsvertreterin angegeben. Nach dem unfreiwilligen Verzug der Familie nach Neuss wurde Hedwig von dort aus im Jahr 1941 ins Ghetto Litzmannstadt verbracht, von dort weiter am 06.05.1942 ins Vernichtungslager Kulmhof deportiert und dort am 07.05.1942 ermordet. |
| Bahnstraße 3–5 ·      | 24. Mai 2018   | Hier wohnte Philipp Kaufmann Jg. 1895 ‘Schutzhaft’ 1938 Dachau Unfreiwillig verzogen 1939 Neuss Deportiert 1941 Lodz/Litzmannstadt Ermordet 8.5.1942 Chelmno/Kulmhof | | Philipp Kaufmann wurde am 04.06.1895 in Gustorf geboren. Er heiratete Selka Oberschützky, als Beruf wird Schuhhändler angegeben. Vom 17.11.1938 bis 19.12.1938 wurde er im Konzentrationslager Dachau in Schutzhaft inhaftiert. Nach dem unfreiwilligen Verzug der Familie nach Neuss wurde Philipp von dort aus im Jahr 1941 mit dem Transport 13 ab Düsseldorf ins Ghetto Litzmannstadt verbracht, von dort weiter am 07.05.1942 ins Vernichtungslager Kulmhof deportiert und dort am 08.05.1942 ermordet. |
| Bahnstraße 4 ·        | 10. Dez. 2009  | Hier wohnte Moritz Hertz Jg. 1853 Opfer des Pogroms Tot 20.11.1938                                                                                                   | | Moritz Hertz wurde 1853 geboren, er heiratete am 09.05.1854 in Würselen Julia Marx, Kinder sind nicht bekannt. Moritz verstarb am 20.11.1938, er wurde Opfer des Pogroms. |
| Bahnstraße 4 ·        | 10. Dez. 2009  | Hier wohnte Julia Hertz Geb. Marx Jg. 1859 Eingewiesen ‘Heilanstalt’ Bendorf-Sayn Tot 11.2.1942                                                                      | | Julia Marx wurde am 05.11.1859 als Tochter von Moises Marx (*06.12.1823, †14.07.1905) und Johanna Marx, geb. Hirsch (*02.04.1831, †27.11.1901) in Alsdorf geboren. Sie heiratete am 09.05.1854 in Würselen Moritz Hertz, Kinder sind nicht bekannt. Julia wurde in die Heilanstalt Bendorf-Sayn eingewiesen, wo sie am 11.02.1942 – kurz vor der Deportation aller Insassen – verstarb. |
| Bahnstraße 16 ·       | 15. Dez. 2015  | Hier wohnte Rose Eichengrün Geb. Levi Jg. 1886 Unfreiwillig verzogen 1939 Köln Deportiert 1941 Lodz/Litzmannstadt Ermordet Mai 1941 Chelmno/Kulmhof                  | | Rose Levy wurde am 04.03.1886 als Tochter von Isaak Levy und Helene Levy, geb. Samuel in Rhoden geboren. Sie heiratete Mejer Eichengrün, als Beruf wird Hausfrau angegeben. Nach einem unfreiwilligen Umzug nach Köln (im Jahr 1939) wurde Rosa 1941 ins Ghetto Lodz verbracht. Von dort aus wurde sie ins Vernichtungslager Kulmhof deportiert, wo sie im Mai 1941 ermordet wurde. |
| Bahnstraße 79 ·       | 15. Dez. 2015  | Hier wohnte Joseph Katz Jg. 1887 Flucht 1939 Belgien Interniert Mechelen Deportiert 1942 Auschwitz Ermordet 23.10.1942                                               | | Joseph Katz wurde am 24.02.1887 als Sohn von Abram Katz und Berta Katz, geb. Kaufmann in Gindorf geboren, er heiratete Rose Lieber (Schicksal unbekannt), als Beruf wird Metzger angegeben. Joseph emigrierte nach (Österreich – strittig Quelle – und) Belgien. Im Jahr 1942 wurde er in Mechelen interniert und von dort aus am 10.10.1942 mit dem Transport XIII ins Vernichtungslager Auschwitz deportiert, wo er am 23.10.1942 ermordet wurde. |
| Breite Straße 18 ·    | 10. Dez. 2011  | Hier wohnte Alfred Heinemann Jg. 1886 Heimatort verlassen 1935/36 Deportiert 1941 Lodz Ermordet                                                                      | | Alfred Heinemann wurde am 29.01.1886 als Sohn von Max Heinemann (*11.08.1855, †24.05.1924) und Henriette Heinemann, geb. Anger in Grevenbroich geboren. Alfred heiratete am 13.08.1923 in Haaren Frieda Levy, zwei Kinder sind bekannt: Margot und Ernst. Alfred besaß ein Herren- und Damenkonfektionsgeschäft in Grevenbroich. Die Familie verließ – sehr wahrscheinlich unfreiwillig – den Heimatort und verzog 1935/36 nach Köln. Alfred wurde am 30.10.1941 von Köln ins Ghetto Litzmannstadt verbracht und von dort im Mai 1942 ins Vernichtungslager Kulmhof deportiert, wo er ermordet wurde (strittig: Diese Quelle nennt das Ghetto Theresienstadt als Ziel der Deportation und Todesort). |
| Breite Straße 18 ·    | 10. Dez. 2011  | Hier wohnte Margot Heinemann Jg. 1925 Heimatort verlassen 1935/36 Deportiert 1941 Lodz Ermordet                                                                      | | Margot Heinemann wurde am 08.04.1925 als Tochter von Alfred Heinemann und seiner Ehefrau Frieda Heinemann, geb. Levy in Grevenbroich geboren, ein Bruder (Ernst) ist bekannt. Die Familie verließ – sehr wahrscheinlich unfreiwillig – den Heimatort und verzog 1935/36 nach Köln. Margot wurde am 30.10.1941 mit dem Transport 341 I/382 von Köln ins Ghetto Litzmannstadt verbracht und von dort im Mai 1942 ins Vernichtungslager Kulmhof deportiert, wo sie ermordet wurde (strittig: Diese Quelle nennt das Ghetto Theresienstadt als Ziel der Deportation und Todesort). |
| Breite Straße 18 ·    | 10. Dez. 2011  | Hier wohnte Ernst Heinemann Jg. 1928 Heimatort verlassen 1935/36 Deportiert 1941 Lodz Ermordet                                                                       | | Ernst Heinemann wurde am 31.10.1928 als Sohn von Alfred Heinemann und seiner Ehefrau Frieda Heinemann, geb. Levy in Grevenbroich geboren, eine Schwester (Margot) ist bekannt. Die Familie verließ – sehr wahrscheinlich unfreiwillig – den Heimatort und verzog 1935/36 nach Köln. Ernst wurde am 30.10.1941 mit dem Transport 342 I/382 von Köln ins Ghetto Litzmannstadt verbracht und von dort im Mai 1942 ins Vernichtungslager Kulmhof deportiert, wo er ermordet wurde. |
| Breite Straße 18 ·    | 10. Dez. 2011  | Hier wohnte Frieda Heinemann Geb. Levy Jg. 1894 Heimatort verlassen 1935/36 Deportiert 1941 Lodz Ermordet                                                            | | Frieda Levy wurde am 29.09.1894 als Tochter von Isaak Levy (*27.04.1849, †07.06.1909) und seiner Ehefrau Sibilla Levy, geb. Hirtz (*31.10.1861, †20.04.1926) in Haaren geboren, sieben Geschwister sind bekannt. Frieda heiratete am 13.08.1923 in Haaren Alfred Heinemann, zwei Kinder sind bekannt: Margot und Ernst. Die Familie verließ – sehr wahrscheinlich unfreiwillig – den Heimatort und verzog 1935/36 nach Köln. Frieda wurde am 30.10.1941 von Köln mit dem Transport 40 I/381 ins Ghetto Litzmannstadt verbracht und von dort im Mai 1942 ins Vernichtungslager Kulmhof deportiert, wo sie ermordet wurde (strittig: Diese Quelle nennt das Ghetto Theresienstadt als Ziel der Deportation und Todesort). |
| Lindenstraße 27 ·     | 10. Dez. 2009  | Hier wohnte Julie Goldstein Geb. Cahn Jg. 1864 Deportiert 1942 Treblinka Ermordet 26.9.1942                                                                          | | Julie Cahen wurde am 15.06.1864 in Preußisch Oldendorf geboren, sie heiratete #Lazarus Goldstein, drei Kinder sind bekannt: Martha (* 1893, Emigration in die USA, † 1953), Änne (* 1894, Emigration in die USA, † 1974) und Ludwig (* 07.06.1900).. Julie wurde am 25.07.1942 ins Ghetto Theresienstadt verbracht und von dort aus am 26.09.1942 mit dem Transport VII/2 Br 612 ins Treblinka deportiert, wo sie ermordet wurde. |
| Lindenstraße 27 ·     | 10. Dez. 2009  | Hier wohnte Lazarus Goldstein Jg. 1857 Deportiert 1942 Treblinka Ermordet 26.9.1942                                                                                  | | Lazarus Goldstein wurde am 27.12.1857 als Sohn von Levy Goldstein (*23.07.1819, †11.07.1893) und seiner Ehefrau Bertha Goldstein, geb. Bender (*26.04.1830, †09.03.1906) geboren, er hatte elf Geschwister, u. a. Hedwig (*23.03.1868). Lazarus heiratete Julie Cahen (*15.06.1864), drei Kinder sind bekannt: Martha (*1893), Änne (*1894) und Ludwig (*07.06.1900). |
| Lindenstraße 27 ·     | 10. Dez. 2009  | Hier wohnte Hedwig Goldstein Jg. 1868 Deportiert 1942 Treblinka Ermordet 26.9.1942                                                                                   | | Hedwig Goldstein wurde am 23.03.1868 als Tochter von Levy (*23.07.1819) und Bertha Goldstein, geb. Bender (*26.04.1830) in Grevenbroich geboren, sie hatte elf Geschwister, u. a. Lazarus (*27.12.1857). Hedwig wurde am 25.07.1942 ins Ghetto Theresienstadt verbracht und von dort aus am 26.09.1942 mit dem Transport VII/2 Br 610 ins Treblinka deportiert, wo sie ermordet wurde. |
| Lindenstraße 27 ·     | 10. Dez. 2009  | Hier wohnte Ludwig Goldstein Jg. 1900 Flucht 1939 Palästina Flucht in den Tod 24.9.1939                                                                              | | Ludwig Goldstein wurde am 07.06.1900 als Sohn des Ehepaares Lazarus und Julie Goldstein, geb. Cahen in Grevenbroich geboren, zwei Geschwister sind bekannt: Martha (*1893) und Änne (*1894). Ludwig beging am 24.09.1939 Suizid in Palästina. |
| Orkener Straße 88 ·   | 19. Juni 2020  | Hier wohnte Louis Burrack Jg. 1892 Ausgebürgert 1938 Flucht Frankreich Litauen Deportiert Riga Ermordet                                                              | Bild gesucht Die Wikipedia wünscht sich an dieser Stelle ein Bild vom Ort mit diesen Koordinaten 51.094434 6.583339 . Motiv: Stolperstein für Louis Burrack Falls du dabei helfen möchtest, erklärt die Anleitung , wie das geht. BW      | Louis Burrack (Strittig: In dieser Quelle wird auch der Familienname Burrak genannt) wurde im Jahr 1892 als Sohn von Abba Burrack und Selda Burrack, geb. Merber in Riga geboren. Er war unverheiratet, als Beruf wird Kaufmann angegeben. Louis wurde 1938 ausgebürgert und konnte über Frankreich nach Litauen fliehen. Dort wurde er ins Ghetto Riga deportiert und im Jahr 1942 ermordet. |
| Orkener Straße 88 ·   | 19. Juni 2020  | Hier wohnte Edith Ruth Burrack Geb. Dubowsky Jg. 1907 Flucht Frankreich Litauen Erschossen Juni 1941 Kazlu Ruda                                                      | Bild gesucht Die Wikipedia wünscht sich an dieser Stelle ein Bild vom Ort mit diesen Koordinaten 51.094434 6.583339 . Motiv: Stolperstein für Edith Ruth Burrack Falls du dabei helfen möchtest, erklärt die Anleitung , wie das geht. BW | Edith Ruth Dubowsky (Strittig: Diese Quelle nennt Dubowski als Geburtsnamen) wurde am 26.02.1907 als Tochter von Lewin Dubowsky und Johanna Ella Dubowsky, geb. Rosenthal in Tilsit geboren. Sie heiratete Siegfried Burrack, eine Tochter (Hannelore) ist bekannt, die Ehe wurde geschieden. Edith und ihre Tochter konnten über Frankreich nach Litauen fliehen, am 21.06.1941 wurden beide in Kazlų Rūda erschossen. |
| Orkener Straße 88 ·   | 19. Juni 2020  | Hier wohnte Hannelore Aviva Burrack Jg. 1935 Flucht Frankreich Litauen Erschossen Juni 1941 Kazlu Ruda                                                               | Bild gesucht Die Wikipedia wünscht sich an dieser Stelle ein Bild vom Ort mit diesen Koordinaten 51.094434 6.583339 . Motiv: Stolperstein für Hannelore Burrack Falls du dabei helfen möchtest, erklärt die Anleitung , wie das geht. BW  | Hannelore Burrack wurde am 23.01.1934 als Tochter von Siegfried Burrack und Edith Ruth Burrack, geb. Dubowsky in Grevenbroich geboren. Hannelore und ihre Mutter konnten über Frankreich nach Litauen fliehen, am 21.06.1941 wurden beide in Kazlų Rūda erschossen. |
| Orkener Straße 92 ·   | 10. Dez. 2009  | Hier wohnte Alexander Katz Jg. 1882 Flucht Frankreich verhaftet Deportiert 1942 Ermordet in Auschwitz                                                                | | Alexander Katz wurde am 04.08.1882 als Sohn von Abraham und Rebecka Katz in Gindorf geboren. Er heiratete Elfriede Voss, als Beruf wird Viehhändler angegeben. Nach einem – sehr wahrscheinlich unfreiwilligen – Umzug nach Köln (Quelle) emigrierten Alexander und Elfriede nach Frankreich. Am 02.09.1942 wird Alexander mit dem Transport 27, Zug 901-22 von Drancy ins Vernichtungslager Auschwitz deportiert, wo er ermordet wurde. |
| Orkener Straße 92 ·   | 10. Dez. 2009  | Hier wohnte Elfriede Katz Geb. Voss Jg. 1893 Flucht Frankreich verhaftet Deportiert 1942 Ermordet in Auschwitz                                                       | | Elfriede Voss wurde am 29.06.1893 als Tochter von Jakob und Johanna Voss in Mönchengladbach geboren. Sie heiratete Alexander Katz, Kinder sind nicht bekannt. Nach einem – sehr wahrscheinlich unfreiwilligen – Umzug nach Köln (Quelle) emigrierten Alexander und Elfriede nach Frankreich. Am 02.09.1942 wird Elfriede mit dem Transport 27, Zug 901-22 von Drancy ins Vernichtungslager Auschwitz deportiert, wo sie ermordet wurde. |
| Steinweg 6 ·          | 10. Dez. 2009  | Hier wohnte Max Hirtz Jg. 1885 Heimatort 1938 verlassen Deportiert 1941 Lodz Ermordet                                                                                | | Max Hirtz wurde am 27.01.1885 als Sohn von Adolph Hirtz und Emilie Hirtz, geb. Oster in Grevenbroich geboren. Er heiratete Julia Flörsheim, als Beruf wird Textilhändler angegeben. Nach einem – sehr wahrscheinlich unfreiwilligen – Umzug nach Köln, Mühlgasse 89 im Jahr 1938 (strittig: Diese Quelle nennt hier das Jahr 1939) weichen die bekannten Quellen voneinander ab: U.a. diese Quelle spricht von einer Deportation am 22.10.1941 ab Köln ins Ghetto Litzmannstadt, Max soll dann im Mai 1942 im Vernichtungslager Kulmhof umgebracht worden sein. U.a. diese Quelle spricht von einer Emigration nach Frankreich, einer Internierung im Lager Drancy und einer Deportation am 25.09.1942 ins Vernichtungslager Auschwitz, wo er umgebracht wurde. Eine weitere Quelle nennt das Ghetto Theresienstadt als Deportationsort und das Jahr 1942 als Todesjahr. |
| Steinweg 6 ·          | 10. Dez. 2009  | Hier wohnte Julia Hirtz Geb. Flörsheim Jg. 1900 Heimatort 1939 verlassen Deportiert 1941 Lodz Ermordet                                                               | | Julia Flörsheim wurde am 20.04.1900 als Tochter von Isaak Flörsheim und Sara Flörsheim, geb. Sommer in Bad Wildungen geboren. Sie heiratete Max Hirtz, Kinder sind nicht bekannt. Nach einem – sehr wahrscheinlich unfreiwilligen – Umzug nach Köln, Mühlgasse 89 im Jahr 1939 wurde Julia am 22.10.1941 ab Köln ins Ghetto Litzmannstadt verbracht und von dort aus im Mai 1942 ins Vernichtungslager Kulmhof deportiert, wo sie umgebracht wurde. |
| Kölner Straße 38–40 · | 10. Dez. 2009  | Hier wohnte Alice Levy Geb. Rothschild Jg. 1895 Heimatort 1935 verlassen Deportiert 1941 Lodz Ermordet                                                               | | Alice Rothschild wurde am 10.02.1895 als Tochter von Gustav Rothschild und Ida Rothschild, geb. Herz in Grevenbroich geboren, eine Schwester (Käthe) ist bekannt. Alice heiratete Adolf Levy (* und † unbekannt). Nach einem – sehr wahrscheinlich unfreiwilligen – Umzug nach Köln im Jahr 1935 wurde Alice am 30.10.1941 ab Köln ins Ghetto Litzmannstadt verbracht. Hinsichtlich des Todeszeitpunkts und -ort weichen die bekannten Quellen voneinander ab: Diese Quelle berichtet von einer Deportation am 26.06.1944 von Lodz in das Vernichtungslager Kulmhof, wo im gleichen Monat umgebracht wurde, diese Quelle gibt als Todesort das Ghetto Lodz an, ein Todesdatum wird hier nicht angegeben. |
| Kölner Straße 38–40 · | 10. Dez. 2009  | Hier wohnte Käthe Löwenherz Geb. Rothschild Jg. 1897 Heimatort 1935 verlassen Deportiert 1941 Lodz Ermordet                                                          | | Käthe Rothschild wurde am 12.08.1897 als Tochter von Gustav Rothschild und Ida Rothschild, geb. Herz in Grevenbroich geboren, eine Schwester (Alice) ist bekannt. Käthe heiratete Erwin Löwenherz (* und † unbekannt). Nach einem – sehr wahrscheinlich unfreiwilligen – Umzug nach Köln im Jahr 1935 wurde Käthe am 20.07.1942 ab Köln nach Minsk deportiert, wo sie – zu einem unbekannten Datum – in der Tötungsstätte Maly Trostinec umgebracht wurde. |
| Kölner Straße 46 ·    | 19. Juni 2020  | Hier wohnte Aron Bloemendal Jg. 1876 Flucht 1933 Belgien 1940 Frankreich Interniert Drancy Deportiert 1944 Auschwitz Ermordet 30.9.1944                              | Bild gesucht Die Wikipedia wünscht sich an dieser Stelle ein Bild vom Ort mit diesen Koordinaten 51.087841 6.59184 . Motiv: Stolperstein für Aron Bloemendal Falls du dabei helfen möchtest, erklärt die Anleitung , wie das geht. BW     | Aron Bloemendal wurde am 04.05.1876 (Strittig: Diese Quelle gibt den 05.05.1875 als Geburtstag an) in Smilde geboren. Aron heiratete Emma Joseph, ein Sohn (Heris) ist bekannt. Die Familie flüchtete über Lüttich (1933) nach Lille (1940). Aron wurde im Sammellager Drancy interniert und von dort aus mit dem Transport 72 ins KZ Auschwitz deportiert, wo er am 30.09.1944 ermordet wurde. |
| Kölner Straße 46 ·    | 19. Juni 2020  | Hier wohnte Emma Bloemendal Geb. Joseph Jg. 1873 Flucht 1933 Belgien 1940 Frankreich Versteckt Überlebt                                                              | Bild gesucht Die Wikipedia wünscht sich an dieser Stelle ein Bild vom Ort mit diesen Koordinaten 51.087841 6.59184 . Motiv: Stolperstein für Emma Bloemendal Falls du dabei helfen möchtest, erklärt die Anleitung , wie das geht. BW     | Emma Joseph wurde im Jahr 1873 in Hülchrath geboren, sie heiratete Aron Bloemendal, ein Sohn (Heris) ist bekannt. Die Familie flüchtete über Lüttich (1933) nach Lille (1940). Emma wurde versteckt und hat dadurch den Holocaust überlebt. |

### StadtteilGindorf
| Adresse             | Verlege- datum | Person, Inschrift | Bild | Anmerkung |
| ------------------- | -------------- | --- | --- | --- |
| Friedensstraße 77 · | 15. Dez. 2015  | Hier wohnte Sara Kaufmann Geb. Baruch Jg. 1859 Unfreiwillig verzogen 1938 Mülheim/Ruhr Deportiert 1942 Theresienstadt Ermordet 7.1.1943                              | | Sara Baruch wurde am 22.10.1859 als Tochter von Abraham Baruch und Clara Baruch, geb. Moses in Oberbieber geboren, sie war verwitwet, Name des Ehemanns war Lazarus Kaufmann, folgende Kinder sind bekannt: Emma. Als Beruf von Sara wird Geschäftsfrau angegeben. Nach dem unfreiwilligen Umzug im Jahr 1938 nach Mülheim an der Ruhr wurde Sara am 21.07.1942 mit dem Transport VII/1, Zug Da 70, No. 423 ab Düsseldorf ins Ghetto Theresienstadt deportiert, wo sie am 07.01.1943 ermordet wurde.                                                             |
| Friedensstraße 77 · | 15. Dez. 2015  | Hier wohnte Emma Kaufmann Jg. 1886 Unfreiwillig verzogen Köln Deportiert 1941 Riga Ermordet                                                                          | | Emma Kaufmann wurde am 21.02.1886 als Tochter von Lazarus Kaufmann und Sara Kaufmann, geb. Baruch in Gindorf geboren. Nach einem unfreiwilligen Umzug nach Köln wurde Emma am 07.12.1941 ab Köln ins Ghetto Riga deportiert, wo sie ermordet wurde. |
| Friedensstraße 81 · | 10. Dez. 2009  | Hier wohnte Sibilla Beretz Geb. Stein Jg. 1870 Flucht 1939 Holland Interniert Westerbork Deportiert 1943 Auschwitz Ermordet 1.2.1943                                 | | Sibilla Stein wurde am 17.04.1870 als Tochter von Lazarus Stein und Regina Stein, geb. Levy in Gindorf geboren, sie heiratete Alexander Beretz (*20.08.1856, †unbekannt), drei Kinder sind bekannt: Josef, Johanna und Josefine. Nach der Flucht im Jahr 1939 nach Holland wurde Sibilla im Durchgangslager Westerbork interniert. Von dort aus wurde sie im Jahr 1943 ins KZ Auschwitz deportiert, wo sie am 01.02.1943 ermordet wurde. |
| Friedensstraße 81 · | 10. Dez. 2009  | Hier wohnte Josef Beretz Jg. 1901 Flucht 1939 Holland Interniert Westerbork Deportiert 1943 Sobibor Ermordet 9.4.1943                                                | | Josef Beretz wurde am 05.12.1901 als Sohn von Alexander Beretz und Sibilla Beretz, geb. Stein in Gindorf geboren, zwei Geschwister sind bekannt: Josefine und Johanna. Nach der Flucht im Jahr 1939 nach Amsterdam wurde Josef im Durchgangslager Westerbork interniert. Von dort aus wurde er am 06.04.1943 ins Vernichtungslager Sobibor deportiert, wo er am 09.04.1943 ermordet wurde. |
| Friedensstraße 81 · | 10. Dez. 2009  | Hier wohnte Josefine Beretz Jg. 1902 Flucht 1939 Holland Interniert Westerbork Deportiert 1944 Auschwitz Ermordet 28.1.1944                                          | | Josefine Beretz wurde am 07.12.1902 als Tochter von Alexander Beretz und Sibilla Beretz, geb. Stein in Gindorf geboren, zwei Geschwister sind bekannt: Josef und Johanna. Nach der Flucht im Jahr 1939 nach Holland wurde Josefine im Durchgangslager Westerbork interniert. Von dort aus wurde sie im Jahr 1944 ins KZ Auschwitz deportiert, wo sie am 28.01.1944 ermordet wurde. |
| Friedensstraße 81 · | 10. Dez. 2009  | Hier wohnte Johanna Beretz Verh. Gottschalk Jg. 1905 Interniert Westerbork Deportiert 1942 Auschwitz Ermordet 30.9.1942                                              | | Johanna Gottschalk wurde am 15.11.1905 als Tochter von Alexander Beretz und Sibilla Beretz, geb. Stein in Gindorf geboren, zwei Geschwister sind bekannt: Josef und Josefine. Sie war verwitwet (als Ehemann wird Leo Gottschalk genannt), Kinder sind nicht bekannt. Nach der Flucht nach Den Haag (Quelle) wurde Johanna im Durchgangslager Westerbork interniert. Von dort aus wurde sie im Jahr 1942 ins KZ Auschwitz deportiert, wo sie am 30.09.1942 ermordet wurde.                                                                                       |
| Mühlenstraße 13 ·   | 19. Juni 2020  | Hier wohnte Alexander Baum Jg. 1855 'Schutzhaft' 1938 Gefängnis Mönchengladbach Unfreiwillig verzogen 1939 Aachen Deportiert 1942 Theresienstadt Ermordet 13.11.1942 | Bild gesucht Die Wikipedia wünscht sich an dieser Stelle ein Bild vom Ort mit diesen Koordinaten 51.064147 6.563936 . Motiv: Stolperstein für Alexander Baum Falls du dabei helfen möchtest, erklärt die Anleitung , wie das geht. BW | Alexander Baum wurde am 23.05.1855 als Sohn von Joseph Baum und Henriette Baum, geb. Blech (oder Bleeck) in Elsdorf geboren, als Beruf wird Lehrer angegeben. Er heiratete Rebecka Behr, von sechs Kindern sind zwei Töchter bekannt: Frieda und Caroline. Nach einer Schutzhaft von Alexander im Gefängnis Mönchengladbach (1938) muss die Familie im Jahr 1939 unfreiwillig nach Aachen umziehen. Am 25.07.1942 wird Alexander mit dem Transport VII/2, Zug Da 71, No. 10 von Aachen ins Ghetto Theresienstadt deportiert, wo er am 13.11.1942 ermordet wurde. |
| Mühlenstraße 13 ·   | 19. Juni 2020  | Hier wohnte Frieda Baum Jg. 1878 Unfreiwillig verzogen 1939 Aachen Deportiert 1942 Schicksal unbekannt                                                               | Bild gesucht Die Wikipedia wünscht sich an dieser Stelle ein Bild vom Ort mit diesen Koordinaten 51.064147 6.563936 . Motiv: Stolperstein für Frieda Baum Falls du dabei helfen möchtest, erklärt die Anleitung , wie das geht. BW    | Frieda Baum wurde am 15.09.1878 als Tochter von Alexander Baum und Rebecka Baum, geb. Behr (Strittig: U. a. diese Quelle gibt "Roos" als Geburtsnamen an) in Gustorf geboren. Nach dem unfreiwilligen Umzug der Familie nach Aachen (1939) wird Frieda am 15.06.1942 ins Vernichtungslager Sobibor deportiert, wo sie ermordet wurde. |
| Mühlenstraße 13 ·   | 19. Juni 2020  | Hier wohnte Caroline Baum Gesch. Moses Jg. 1882 Unfreiwillig verzogen 1939 Aachen Schicksal unbekannt                                                                | Bild gesucht Die Wikipedia wünscht sich an dieser Stelle ein Bild vom Ort mit diesen Koordinaten 51.064147 6.563936 . Motiv: Stolperstein für Caroline Baum Falls du dabei helfen möchtest, erklärt die Anleitung , wie das geht. BW  | Caroline Baum, gesch. Moses wurde 1882 als Tochter von Alexander Baum und Rebecka Baum, geb. Behr geboren. Nach dem unfreiwilligen Umzug der Familie nach Aachen (1939) ist ihr weiteres Schicksal unbekannt. |

### StadtteilGustorf
| Adresse                     | Verlege- datum | Person, Inschrift                                                                                                  | Bild | Anmerkung |
| --------------------------- | -------------- | --- | ---- | --- |
| Christian-Kropp-Straße 10 · | 2. Feb. 2017   | Hier wohnte Moses Löwenthal Jg. 1860 Deportiert 1942 Theresienstadt Tot 27.10.1942                                 |      | Moses Löwenthal wurde am 18.05.1860 als Sohn von Joseph Löwenthal und Helene Löwenthal, geb. Wolf in Gustorf geboren, als Beruf wird Handelsvertreter angegeben. Er heiratete Berta Gottschalk, zwei Kinder sind bekannt: Helene und Isidor. Moses wurde am 21.07.1942 mit dem Transport VII/1, Zug Da 70 ab Düsseldorf ins Ghetto Theresienstadt deportiert, wo er am 27.10.1942 ermordet wurde. |
| Christian-Kropp-Straße 10 · | 2. Feb. 2017   | Hier wohnte Berta Löwenthal Geb. Gottschalk Jg. 1861 Deportiert 1942 Theresienstadt Ermordet 18.8.1942             |      | Berta Gottschalk wurde am 06.04.1861 in Mayen geboren, sie heiratete Moses Löwenthal, als Beruf wird Hausfrau angegeben, zwei Kinder sind bekannt: Helene und Isidor. Berta wurde am 21.07.1942 mit dem Transport VII/1, Zug Da 70 ab Düsseldorf ins Ghetto Theresienstadt deportiert, wo sie am 18.08.1942 ermordet wurde. |
| Christian-Kropp-Straße 10 · | 2. Feb. 2017   | Hier wohnte Helene Löwenthal Jg. 1894 Deportiert 1941 Ermordet in Riga                                             |      | Helene "Leni" Löwenthal wurde am 16.03.1894 als Tochter von Moses Löwenthal und Berta Löwenthal, geb. Gottschalk in Gustorf geboren, ein Bruder ist bekannt: Isidor. Helene wurde am 11.2.1941 ab Düsseldorf in Ghetto Riga deportiert, wo sie ermordet wurde. |
| Christian-Kropp-Straße 10 · | 2. Feb. 2017   | Hier wohnte Isidor Löwenthal Jg. 1890 Heimatort 1933 verlassen Verhaftet 1941 Buchenwald Ermordet 22.6.1942        |      | Isidor Löwenthal wurde am 26.11.1890 als Sohn von Moses Löwenthal und Berta Löwenthal, geb. Gottschalk in Gustorf geboren, eine Schwester ist bekannt: Helene. Nachdem Isidor seinen Heimatort 1933 verlassen hatte, wurde er 1941 verhaftet und ins KZ Buchenwald deportiert, wo er am 22.06.1942 ermordet wurde. |
| Auf dem Wiler 30 ·          | 10. Dez. 2009  | Hier wohnte Philipp Gordon Jg. 1879 Heimatort 1938 verlassen Deportiert 1942 Izbica Ermordet                       |      | Philipp Gordon wurde am 04.11.1879 als Sohn von Jacob Gordon und Caroline Gordon, geb. Esser in Köln geboren, als Beruf wird "Metzger und Händler" angegeben. Philipp heiratete Adele Hirsch, ein Kind (Karoline *11.01.1911) ist bekannt. Nachdem Philipp im Jahr 1938 seinen Heimatort mit Ziel Aachen (Quelle, strittig: Diese Quelle nennt Wuppertal) verlassen musste, wurde er am 22.04.1942 ab Düsseldorf ins Ghetto Izbica deportiert, wo er ermordet wurde.                                     |
| Auf dem Wiler 30 ·          | 10. Dez. 2009  | Hier wohnte Adele Gordon Geb. Hirsch Verw. Lachs Jg. 1879 Heimatort 1938 verlassen Deportiert 1942 Izbica Ermordet |      | Adele Hirsch wurde am 13.05.1878 als Tochter von Nathan Hirsch und Sophia Hirsch, geb. Oberländer in Gindorf geboren. Adele war verwitwet (Der erste Ehemann Heymann Lachs verstarb am 21.07.1906), sie heiratete Philipp Gordon, ein Kind (Karoline *11.01.1911) ist bekannt. Nachdem Adele im Jahr 1938 seinen Heimatort mit Ziel Aachen (Quelle, strittig: Diese Quelle nennt Wuppertal) verlassen musste, wurde sie am 22.04.1942 ab Düsseldorf ins Ghetto Izbica deportiert, wo sie ermordet wurde. |

### StadtteilHemmerden
| Adresse         | Verlege- datum | Person, Inschrift | Bild | Anmerkung |
| --------------- | -------------- | --- | ---- | --- |
| Landstraße 13 · | 9. Dez. 2013   | Hier wohnte Karl Winter Jg. 1883 Deportiert 1941 Riga-Jungfernhof Ermordet 28.7.1944                                     |      | Karl Winter wurde am 11.03.1883 als Sohn von Lazarus Winter und Jenny Winter, geb. Wolf in Hemmerden geboren, er heiratete Rosalie Seligmann, eine Tochter (Hertha) ist bekannt. Karl hatte sechs Geschwister, bekannt sind: Elise und Henriette. Karl wurde am 11.12.1941 ab Düsseldorf ins Ghetto Riga deportiert, wo er am 28.07.1944 ermordet wurde.                                                       |
| Landstraße 13 · | 9. Dez. 2013   | Hier wohnte Rosalie Winter Geb. Seligmann Jg. 1885 Deportiert 1941 Riga-Jungfernhof Ermordet 28.7.1944                   |      | Rosalie Seligmann wurde am 10.09.1885 in Kettwig geboren, sie heiratete Karl Winter, eine Tochter (Hertha) ist bekannt. Rosalie wurde am 11.12.1941 ab Düsseldorf ins Ghetto Riga deportiert, wo sie am 28.07.1944 ermordet wurde. |
| Landstraße 13 · | 9. Dez. 2013   | Hier wohnte Hertha Schmitz Geb. Winter Jg. 1919 Deportiert 1941 Riga Stutthof Auf Todesmarsch tot 20.2.1945 in Lauenburg |      | Hertha Winter wurde am 09.03.1913 als Tochter von Karl Winter und Rosalie Winter, geb. Seligmann in Hemmerden geboren, sie heiratete Richard Schmitz, Kinder sind nicht bekannt. Herta wurde am 11.12.1941 ab Düsseldorf ins Ghetto Riga verbracht und von dort aus am 01.10.1944 in KZ Stutthof deportiert. Herta starb am 20.02.1945 auf einem Todesmarsch in Richtung Lauenburg in der Nähe von Burggraben. |
| Landstraße 13 · | 9. Dez. 2013   | Hier wohnte Richard Schmitz Jg. 1910 Deportiert 1941 Ermordet in Riga                                                    |      | Richard Schmitz wurde am 24.08.1910 als Sohn von Levi Schmitz und Fanny Schmitz in Binningen geboren, er heiratete Hertha Winter, Kinder sind nicht bekannt. Richard wurde am 11.12.1941 ab Düsseldorf ins Ghetto Riga deportiert, wo er ermordet wurde. |
| Landstraße 13 · | 9. Dez. 2013   | Hier wohnte Friedrich Theisebach Jg. 1888 Deportiert 1941 Ermordet in Riga                                               |      | Friedrich Theisebach wurde am 03.12.1888 in Hatzbach geboren, er heiratete Elise Winter, Kinder sind nicht bekannt. Friedrich wurde vom 17.08.1938 bis zum 22.12.1938 als Schutzhäftling im KZ Dachau inhaftiert. Am 11.12.1941 wurde er ab Düsseldorf ins Ghetto Riga deportiert, wo er ermordet wurde. |
| Landstraße 13 · | 9. Dez. 2013   | Hier wohnte Elise Theisebach Geb. Winter Jg. 1889 Deportiert 1941 Ermordet in Riga                                       |      | Elise Winter wurde am 19.03.1889 als Tochter von Lazarus Winter und Jenny Winter, geb. Wolf in Hemmerden geboren, sie hatte sechs Geschwister, bekannt sind: Karl und Henriette. Elise wurde am 11.12.1941 ab Düsseldorf ins Ghetto Riga deportiert, wo sie ermordet wurde. |
| Landstraße 23 · | 10. Dez. 2009  | Hier wohnte Philipp Sachs Jg. 1898 'Schutzhaft’ 1938 Dachau Deportiert 1941 Ermordet in Riga                             |      | Philipp Sachs wurde am 14.08.1898 in Werther geboren, er heiratete Henriette Winter, eine Tochter (Jenny) ist bekannt. Philipp wurde vom 17.11.1938 bis zum 22.12.1938 als Schutzhäftling im KZ Dachau inhaftiert. Am 11.12.1941 wurde er ab Düsseldorf ins Ghetto Riga deportiert, wo er ermordet wurde. |
| Landstraße 23 · | 10. Dez. 2009  | Hier wohnte Henriette Sachs Geb. Winter Jg. 1892 Deportiert 1941 Riga 1944 Stutthof Ermordet                             |      | Henriette Winter wurde am 25.03.1892 als Tochter von Lazarus Winter und Jenny Winter, geb. Wolf in Hemmerden geboren, sie hatte sechs Geschwister, bekannt sind: Elise und Karl. Henriette wurde am 11.12.1941 ab Düsseldorf ins Ghetto Riga verbracht, von dort aus am 01.10.1944 weiter ins KZ Stutthof deportiert, wo sie ermordet wurde.                                                                   |
| Landstraße 23 · | 10. Dez. 2009  | Hier wohnte Jenny Sachs Jg. 1927 Deportiert 1941 Riga Stutthof Ermordet 1.10.1944                                        |      | Jenny Sachs wurde am 20.05.1927 als Tochter von Philipp Sachs und Henriette Sachs, geb. Winter in Barmen-Elberfeld geboren. Jenny wurde am 11.12.1941 ab Düsseldorf ins Ghetto Riga verbracht, von dort aus am 01.10.1944 weiter ins KZ Stutthof deportiert, wo sie am gleichen Tag noch ermordet wurde. |

### StadtteilHülchrath
| Adresse           | Verlege- datum | Person, Inschrift | Bild | Anmerkung |
| ----------------- | -------------- | --- | ---- | --- |
| Herzogstraße 3 ·  | 2. Feb. 2017   | Hier wohnte Benjamin Vasen Jg. 1881 Unfreiwillig verzogen 1938 Neuss Deportiert 1941 Lodz/Litzmannstadt Ermordet Sept. 1942 Chelmno/Kulmhof            |      | Benjamin Vasen wurde am 28.06.1881 als Sohn von Jakob Vasen und Fanny Vasen, geb. Müller in Hülchrath geboren, drei Geschwister sind bekannt: Ernst, Irma und Semi Leni. Als Beruf wird Viehhändler angegeben, Benjamin heiratete Martha Strauss, Kinder sind nicht bekannt. Nach dem unfreiwilligen Umzug nach Neuss (strittig: Diese Quelle spricht von einem Umzug nach Witten) im Jahr 1938 wurde Benjamin am 27.10.1941 ab Düsseldorf ins Ghetto Litzmannstadt deportiert. Er wurde im September 1942 im Vernichtungslager Kulmhof ermordet. |
| Herzogstraße 3 ·  | 2. Feb. 2017   | Hier wohnte Martha Vasen Geb. Strauss Jg. 1881 Unfreiwillig verzogen 1938 Neuss Deportiert 1941 Lodz/Litzmannstadt Ermordet Sept. 1942 Chelmno/Kulmhof |      | Martha Strauss wurde am 02.10.1881 als Tochter von Alexander Strauss und Julie Strauss, geb. Mansbacher in Barmen-Elberfeld geboren, sie heiratete Benjamin Vasen, Kinder sind nicht bekannt. Nach dem unfreiwilligen Umzug nach Neuss im Jahr 1938 wurde Martha am 27.10.1941 ab Düsseldorf ins Ghetto Litzmannstadt deportiert. Sie wurde im September 1942 im Vernichtungslager Kulmhof ermordet. |
| Herzogstraße 13 · | 10. Dez. 2009  | Hier wohnte Jakob Vasen Jg. 1865 Unfreiwillig verzogen 1938 Wickrath Gedemütigt/entrechtet Tot 16.3.1940                                               |      | Jakob Vasen wurde am 14.04.1865 in Hülchrath geboren, er heiratete Fanny Müller, zwei Söhne sind bekannt: Ernst und Benjamin. Nach einem unfreiwilligen Umzug nach Wickrath im Jahr 1938 starb Jakob – entrechtet und gedemütigt – am 16. März 1940. |
| Herzogstraße 13 · | 10. Dez. 2009  | Hier wohnte Fanny Vasen Geb. Müller Jg. 1866 Unfreiwillig verzogen 1938 Wickrath Deportiert 1942 Theresienstadt Ermordet 22.11.1942                    |      | Fanny Müller wurde am 23.06.1866 in Kiterfeld geboren. Sie heiratete Jakob Vasen, zwei Söhne sind bekannt: Ernst und Benjamin. Nach einem unfreiwilligen Umzug nach Wickrath im Jahr 1938 wurde Fanny ab Düsseldorf (strittig: Diese Quelle nennt Aachen) am 25.07.1942 mit dem Transport VII/2, Zug Da 71 ins Ghetto Theresienstadt deportiert, wo sie am 22.11.1942 ermordet wurde. |
| Herzogstraße 13 · | 10. Dez. 2009  | Hier wohnte Ernst Vasen Jg. 1904 Unfreiwillig verzogen 1938 Wickrath ‘Schutzhaft’ 1938 Dachau Deportiert 1941 Riga Ermordet 25.6.1942                  |      | Ernst Vasen wurde am 02.07.1904 als Sohn von Jakob Vasen und Fanny Vasen, geb. Müller in Hülchrath geboren, ein Bruder ist bekannt: Benjamin; als Beruf wird Bauarbeiter angegeben. Ernst heiratete Irma Harf, ein Sohn (Semi Leni) ist bekannt. Vom 17.11.1938 bis zum 12.01.1939 wurde er als Schutzhäftling in Dachau inhaftiert. Nach dem unfreiwilligen Umzug der Familie nach Wickrath wurde Ernst am 11.12.1941 ab Düsseldorf ins Ghetto Riga deportiert, als Todestag wird dort der 25.06.1942 angegeben.                                 |
| Herzogstraße 13 · | 10. Dez. 2009  | Hier wohnte Irma Vasen Geb. Harf Jg. 1913 Deportiert 1941 Riga Ermordet                                                                                |      | Irma Harf wurde am 07.10.1913 als Tochter von Samuel Harf und Berta Harf, geb. Heumann in Wickrath geboren. Sie heiratete Ernst Vasen, ein Sohn (Semi Leni) ist bekannt. Nach dem unfreiwilligen Umzug der Familie nach Wickrath wurde Irma am 11.12.1941 ab Düsseldorf ins Ghetto Riga deportiert, wo sie ermordet wurde. |
| Herzogstraße 13 · | 10. Dez. 2009  | Hier wohnte Semi Leni Vasen Jg. 1939 Deportiert 1941 Riga Ermordet                                                                                     |      | Semi Leni Vasen wurde am 08.03.1939 (strittig: Diese Quelle nennt 1937 als Geburtsjahr) als Tochter von Ernst Vasen und Irma Vaen, geb. Harf in Wickrath geboren. Nach dem unfreiwilligen Umzug der Familie nach Wickrath wurde Semi Leni am 11.12.1941 ab Düsseldorf ins Ghetto Riga deportiert, wo er ermordet wurde. |
| Herzogstraße 17 · | 15. Dez. 2015  | Hier wohnte Siegfried Wolf Jg. 1886 Unfreiwillig verzogen 1938 Neuss ‘Schutzhaft’ 1938 Dachau Deportiert 1941 Riga Ermordet                            |      | Siegfried Wolf wurde am 02.12.1886 in Hülchrath geboren. Er heiratete Magda Baum, zwei Söhne sind bekannt: Heinz-Alexander und Berthold. Nach dem unfreiwilligen Umzug der Familie nach Neuss wurde Siegfried vom 17.11.1938 – 15.12.1938 im KZ Dachau in Schutzhaft genommen. Am 11.12.1941 wird Siegfried ab Düsseldorf ins Ghetto Riga deportiert, wo er ermordet wurde. |
| Herzogstraße 17 · | 15. Dez. 2015  | Hier wohnte Magda Wolf Geb. Baum Jg. 1897 Unfreiwillig verzogen 1938 Neuss Deportiert 1941 Riga Ermordet                                               |      | Magda Baum wurde am 03.02.1897 in Geilenkirchen geboren, sie heiratete Siegfried Wolf, zwei Söhne sind bekannt: Heinz-Alexander und Berthold. Nach dem unfreiwilligen Umzug der Familie nach Neuss wurde Magda am 11.12.1941 ab Düsseldorf ins Ghetto Riga deportiert, wo sie ermordet wurde. |
| Herzogstraße 17 · | 15. Dez. 2015  | Hier wohnte Berthold Wolf Jg. 1925 Unfreiwillig verzogen 1938 Neuss Deportiert 1941 Riga Ermordet März 1943 Riga Zentralgefängnis                      |      | Berthold Wolf wurde am 23.03.1925 als Sohn von Siegfried Wolf und seiner Ehefrau Magda Wolf, geb. Baum in Hülchrath geboren, ein Bruder (Heinz-Alexander) ist bekannt. Nach dem unfreiwilligen Umzug der Familie nach Neuss wurde Berthold am 11.12.1941 ab Düsseldorf ins Ghetto Riga deportiert und im März 1943 im Zentralgefängnis Riga ermordet. |
| Herzogstraße 17 · | 15. Dez. 2015  | Hier wohnte Heinz-Alexander Wolf Jg. 1921 Flucht 1938 Holland Interniert Westerbork Deportiert 1943 Sobibor Ermordet 9.7.1943                          | -    | Heinz-Alexander Wolf wurde am 27.02.1921 als Sohn von Siegfried Wolf und seiner Ehefrau Magda Wolf, geb. Baum in Hülchrath geboren, ein Bruder (Berthold) ist bekannt. Heinz-Alexander emigrierte im Jahr 1938 in die Niederlande. Nach seiner Internierung im Durchgangslager Westerbork wurde Heinz-Alexander am 06.07.1943 ins Vernichtungslager Sobibor deportiert, als Todesdatum wird dort der 09.07.1943 angegeben. |
| Herzogstraße 21 · | 10. Dez. 2009  | Hier wohnte Elli Hirsch Verh. Fischmann Jg. 1914 Flucht 1934 Belgien Interniert Mechelen Deportiert 1942 Auschwitz Ermordet Jan. 1945 Ravensbrück      |      | Elli Hirsch wurde am 15.02.1914 als Tochter von Emil Hirsch und Julie Hirsch, geb. Schnook in Hülchrath geboren. Sie heiratete Salomon Fischmann, als Beruf wird Friseurin angegeben. Zwei Schwestern sind bekannt: Cilly und Jenny. Nach der Flucht im Jahr 1934 nach Belgien wurde Elli in SS-Sammellager Mecheln interniert, von dort aus weiter am 01.09.1942 mit dem Transport VII, No. 884 ins Vernichtungslager Auschwitz deportiert, wo sie im Januar 1945 ermordet wurde.                                                                |
| Herzogstraße 21 · | 10. Dez. 2009  | Hier wohnte Jenny Hirsch Jg. 1906 Flucht Belgien Interniert Mechelen Deportiert 1942 Ermordet in Auschwitz                                             |      | Jenny Hirsch wurde am 26.02.1906 als Tochter von Emil Hirsch und Julie Hirsch, geb. Schnook in Hülchrath geboren, als Beruf wird Verkäuferin angegeben. Zwei Schwestern sind bekannt: Cilly und Elli. Nach der Flucht nach Antwerpen wurde Jenny in Mechelen interniert, von dort aus weiter am 15.08.1942 mit dem Transport III, No. 244 ins Vernichtungslager Auschwitz deportiert, wo sie zwischen dem 15.08.1942 und 25.08.1942 ermordet wurde.                                                                                               |
| Herzogstraße 21 · | 19. Juni 2020  | Hier wohnte Cilly Hirsch Verh. Claessens Jg. 1907 Flucht. 1935. Belgien Holland Interniert. Westerbork Deportiert. 1942 Auschwitz Ermordet. 31.8.1942  |      | Cilly Hirsch wurde am 15.12.1907 als Tochter von Emil Hirsch und Julie Hirsch, geb. Schnook in Hülchrath geboren, zwei Schwestern sind bekannt: Elli und Jenny. Cilly gelang 1935 die Flucht über Belgien in die Niederlande, sie heiratete Jozef Claessens. Nach ihrer Internierung im Durchgangslager Westerbork wurde Cilly 1942 ins KZ Auschwitz deportiert, wo sie am 31.08.1942 ermordet wurde. |
| Herzogstraße 21 · | 19. Juni 2020  | Hier wohnte Julie Hirsch Geb. Schnook Jg. 1880 Flucht 1935 Belgien Tot 4.9.1939                                                                        |      | Julie Schnook wurde am 16.06.1880 als Tochter von Levy Schnook in Glehn geboren, sie heiratete Emil Hirsch (*22.11.1874 in Hülchrath, †unbekannt), drei Töchter sind bekannt: Elli, Cilly und Jenny. Julie gelang 1935 die Flucht nach Belgien, wo sie am 04.09.1939 verstarb. |

### StadtteilKapellen
| Adresse             | Verlege- datum | Person, Inschrift | Bild | Anmerkung |
| ------------------- | -------------- | --- | ---- | --- |
| Neusser Straße 30 · | 2. Feb. 2017   | Hier wohnte Sibilla Kaufmann Jg. 1893 Unfreiwillig verzogen 1939 Köln Deportiert 1941 Lodz/Litzmannstadt Ermordet Mai 1942 Chelmno/Kulmhof |      | Sibilla Kaufmann wurde am 02.07.1893 als Tochter von Jakob Kaufmann und Rosa Kaufmann, geb. Winter in Kapellen geboren, zwei Schwestern (Elise und Eva) sind bekannt. Sibilla war unverheiratet, als Beruf wird Handelsvertreterin angegeben. Nach einem unfreiwilligen Umzug nach Köln im Jahr 1939 wurde Sibilla am 22.10.1941 ab Köln ins Ghetto Litzmannstadt verbracht, als Todesort und Zeitpunkt wird der 07.05.1942 im Vernichtungslager Kulmhof angegeben.                      |
| Neusser Straße 30 · | 2. Feb. 2017   | Hier wohnte Elise Kaufmann Jg. 1880 Unfreiwillig verzogen 1939 Köln Deportiert 1941 Lodz/Litzmannstadt Ermordet Mai 1942 Chelmno/Kulmhof   |      | Elise Kaufmann wurde am 29.11.1880 als Tochter von Jakob Kaufmann und Rosa Kaufmann, geb. Winter in Neuss geboren, zwei Schwestern (Sibilla und Eva) sind bekannt. Elise war unverheiratet, als Beruf wird Handelsvertreterin angegeben. Nach einem unfreiwilligen Umzug nach Köln im Jahr 1939 wurde Elise am 22.10.1941 mit dem Transport 8 Köln K ab Köln ins Ghetto Litzmannstadt verbracht, als Todesort und Zeitpunkt wird der 07.05.1942 im Vernichtungslager Kulmhof angegeben.  |
| Neusser Straße 30 · | 2. Feb. 2017   | Hier wohnte Eva Kaufmann Jg. 1885 Unfreiwillig verzogen 1939 Köln Deportiert 1941 Lodz/Litzmannstadt Ermordet Mai 1942 Chelmno/Kulmhof     |      | Eva Kaufmann wurde am 13.02.1885 als Tochter von Jakob Kaufmann und Rosa Kaufmann, geb. Winter in Kapellen geboren, zwei Schwestern (Sibilla und Elise) sind bekannt. Eva war unverheiratet, als Beruf wird Handelsvertreterin angegeben. Nach einem unfreiwilligen Umzug nach Köln im Jahr 1939 wurde Elise am 22.10.1941 mit dem Transport 8 Köln K ab Köln ins Ghetto Litzmannstadt verbracht, als Todesort und Zeitpunkt wird der 07.05.1942 im Vernichtungslager Kulmhof angegeben. |

### StadtteilWevelinghoven
| Adresse                    | Verlege- datum | Person, Inschrift                                                                  | Bild | Anmerkung |
| -------------------------- | -------------- | ---------------------------------------------------------------------------------- | ---- | --- |
| Grevenbroicher Straße 14 · | 10. Dez. 2009  | Hier wohnte Emma Vossen Jg. 1881 Deportiert 1941 Riga Ermordet                     |      | Emma Vossen wurde am 20.07.1881 in Wevelinghoven geboren, ein Bruder ist bekannt: Josef. Emma wurde am 11.12.1941 ab Düsseldorf ins Ghetto Riga deportiert, wo sie ermordet wurde. |
| Grevenbroicher Straße 14 · | 10. Dez. 2009  | Hier wohnte Josef Vossen Jg. 1886 Gedemütigt/entrechtet Tot 29.6.1940              |      | Josef Vossen wurde am 08.05.1886 in Wevelinghoven geboren, eine Schwester ist bekannt: Emma. Nachdem Josef gedemütigt und entrechtet wurde, verstarb er am 29.06.1940 in Wevelinghoven. |
| Unterstraße 15–17 ·        | 9. Dez. 2013   | Hier wohnte Julius Katz Jg. 1894 Deportiert 1941 Riga-Salaspils Ermordet           |      | Julius Katz wurde (lt. aller bekannten Quellen) am 24.09.1884 als Sohn von Josef und Ester Katz in Wevelinghoven geboren, als Beruf wird Metzger angegeben. Er heiratete Meta Schwed, fünf Kinder sind bekannt: Martha (*1911, überlebt), Irma (*1913, überlebt), Josef (*1914, überlebt), Karl (*1923, überlebt) und Paula (*1919). Julius wurde am 11.12.1941 ab Düsseldorf ins Ghetto Riga deportiert, als Todesjahr wird dort 1942 (strittig: Diese Quelle gibt hier das Jahr 1943 an) angegeben. |
| Unterstraße 15–17 ·        | 9. Dez. 2013   | Hier wohnte Meta Katz Geb. Schwed Jg. 1881 Deportiert 1941 Riga-Salaspils Ermordet |      | Meta Schwed wurde am 25.12.1881 als Tochter von Max und Ida Schwed in Reichmannsdorf geboren. Sie heiratete Julius Katz, fünf Kinder sind bekannt: Martha, Irma, Josef, Karl und Paula (*1919). Meta wurde am 11.12.1941 ab Düsseldorf ins Ghetto Riga deportiert, als Todesjahr wird dort 1942 (strittig: U.a. diese Quelle gibt hier das Jahr 1943 an) angegeben. |
| Unterstraße 15–17 ·        | 9. Dez. 2013   | Hier wohnte Paula Katz Jg. 1919 Deportiert 1941 Ermordet 1943 in Riga              |      | Paula Katz wurde am 02.01.1919 als Tochter von Julius Katz und seiner Ehefrau Meta Katz, geb. Schwed in Wevelinghoven geboren, vier Geschwister sind bekannt: Martha, Irma, Josef und Karl. Paula hatte eine Tochter: Recha. Paula wurde am 11.12.1941 ab Düsseldorf ins Ghetto Riga deportiert, als Todesjahr wird dort 1943 angegeben. |
| Unterstraße 15–17 ·        | 9. Dez. 2013   | Hier wohnte Recha Katz Jg. 1939 Deportiert 1941 Auschwitz Ermordet                 |      | Recha Katz (auch „Reha“ genannt) wurde am 01.05.1939 als Tochter von Paula Katz in Wevelinghoven geboren. Paula wurde am 11.12.1941 ab Düsseldorf ins Ghetto Riga verbracht, von dort aus am 02.11.1943 ins Vernichtungslager Auschwitz deportiert, wo sie im gleichen Jahr noch umgebracht wurde. |